# Arne-Jacobsen-Bau in Mainz-Hartenberg-Münchfeld

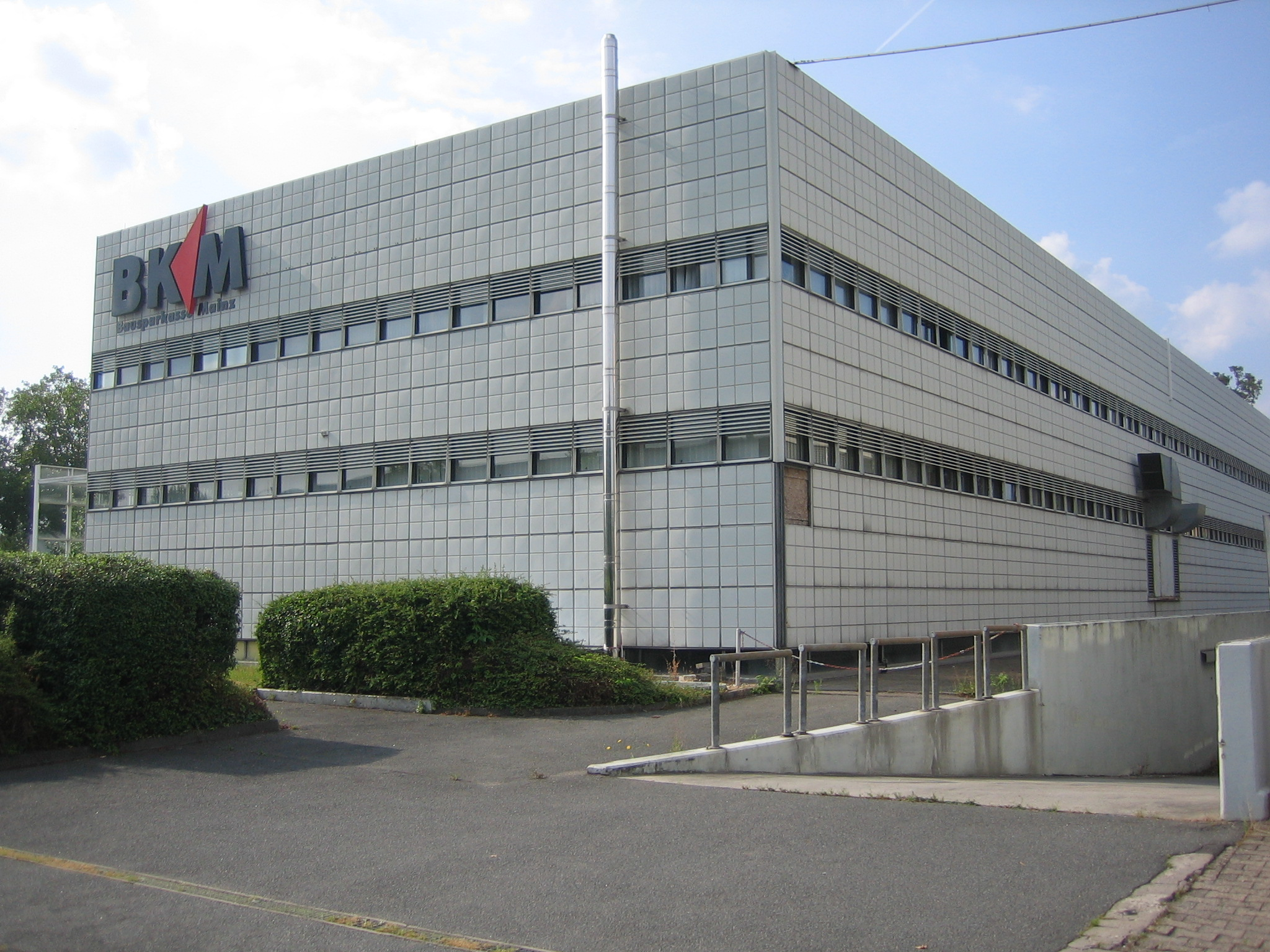
Arne-Jacobsen-Bau

Als Arne-Jacobsen-Bau wird ein Büro- und Lagergebäude in der rheinland-pfälzischen Hauptstadt Mainz bezeichnet. Es wurde vom dänischen Architekten und Designer Arne Jacobsen im Auftrag der Novo Industrie GmbH (heute Novo Nordisk) von 1967 bis 1969 im internationalen Stil entworfen und realisiert. Jacobsen wurde im Kontext dieses Baues auch animiert, sich am Architektenwettbewerb zur Errichtung eines neuen Mainzer Rathauses zu beteiligen; sein Entwurf gewann.

## Lage
Der Bau liegt im Stadtteil Hartenberg-Münchfeld gegenüber der Johannes Gutenberg-Universität Mainz an der Saarstraße/L 419. Auf der westlichen Seite wird das Grundstück durch die Kantstraße sowie im östlichen Bereich durch das Internationale Studienkolleg der Johannes Gutenberg-Universität begrenzt. Zugehörig ist ein vorgelagerter Parkplatz mit Baum- und Beetraster.

## Entstehung
Nach Inkrafttreten der Römischen Verträge übernahm die Novo Industrie GmbH am 25. Januar 1958 die eigenständige Vertretung ihrer Produkte in Deutschland. Zuvor wurde das Unternehmen durch Boehringer Ingelheim (C. H. Boehringer Sohn) in Deutschland repräsentiert. Nach wenigen Jahren am Mainzer Römerwall wurde eine erhebliche Flächenerweiterung notwendig. Die Planungen für das Gebäude begannen 1967. Der Geschäftsführer Oswald Jacobi beauftragte Arne Jacobsen 1967, das Betriebsgebäude als Lager-, Verpackungs- und Verwaltungsgebäude zu planen. Nach Vorgabe der Novo sollte ein zeitloser Gewerbebau entstehen, der gleichzeitig als Botschafter für dänisches Design fungieren sollte.

## Gestaltung

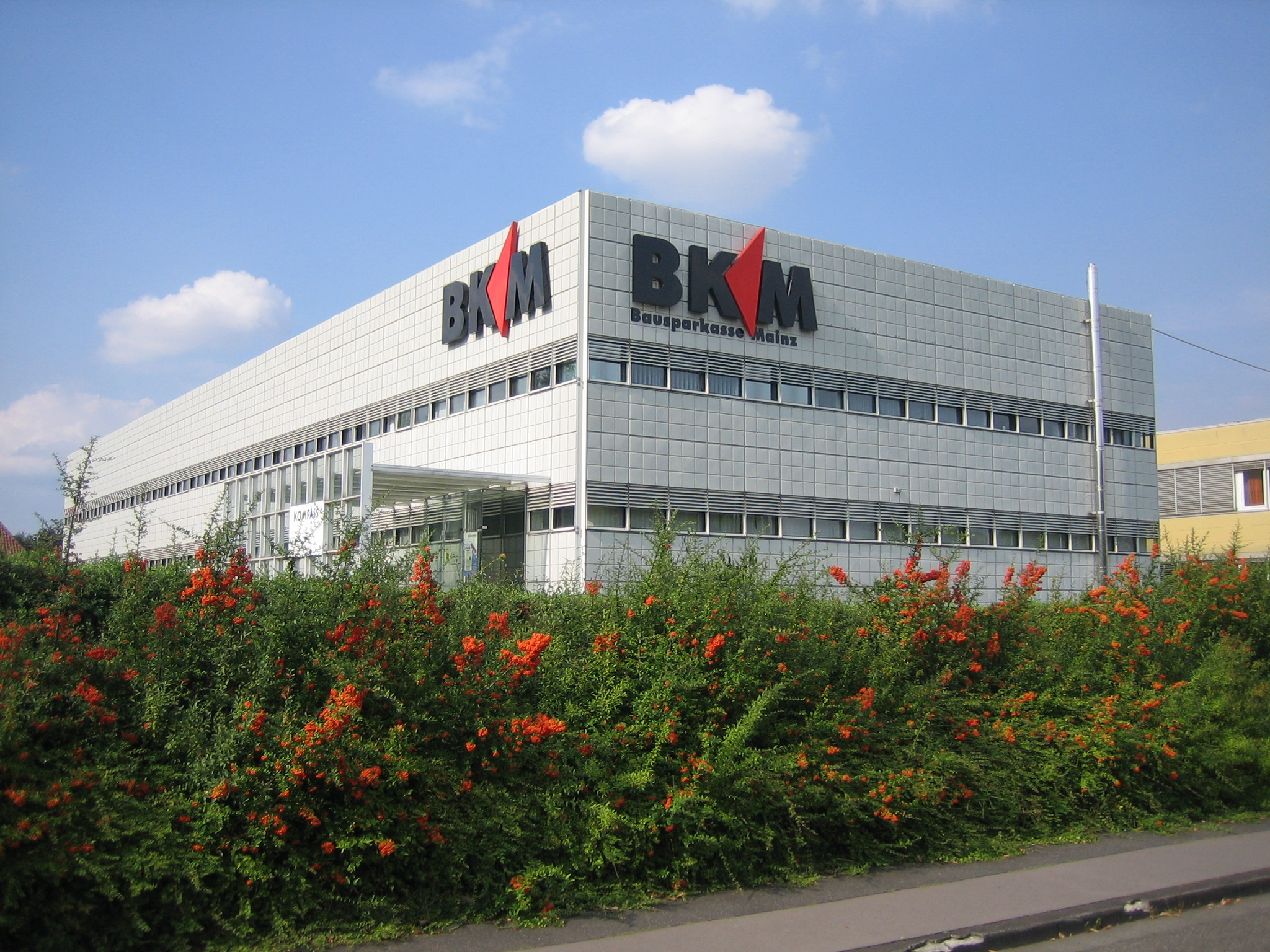
Südwestseite

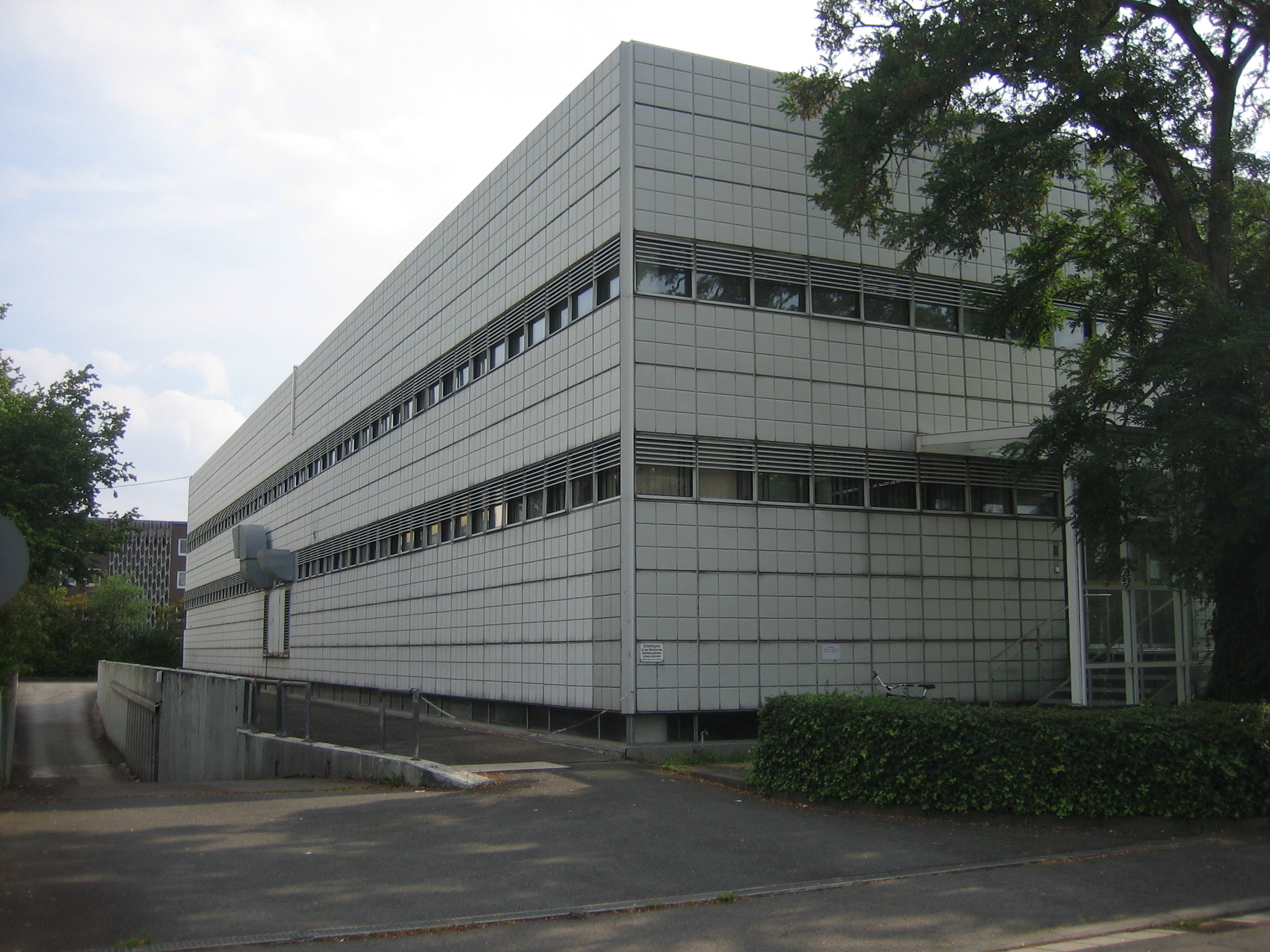
Nordostseite

Bei der Auftragsvergabe waren die grundlegenden Abmessungen des Gebäudes bereits durch den Auftraggeber und die Stadtplanung festgelegt. Jacobsen entwarf das in Stahlbetonskelett-Bauweise errichtete Gebäude mit einer gerasterten, hellgrauen Vorhangfassade aus Faser-Kunststoff-Verbund. Der lang gestreckte quaderförmige Baukörper ist durch zwei schmale umlaufende Fensterbänder mit vorgesetzten Verschattungslamellen symmetrisch gegliedert. Die Oberlicht-Funktion des unteren Fensterbandes dient der Belichtung der unteren Räume, daher sind diese sehr hoch angesetzt. Das obere Fensterband befindet sich auf Brüstungshöhe, hier befanden sich die Verwaltungsräume. Die Fensterbänder unterstreichen die horizontale Ausrichtung des Flachbaus. Ein drittes Fensterband als Abtrennung zum Kellergeschoss lässt den Bau optisch nahezu schweben. Die Fenster sind als horizontal bewegliche Schiebefenster konzipiert.
Die zurückhaltende Formensprache des internationalen Stils zeigt deutliche Bezüge zu den ebenfalls von Jacobsen zusammen mit Otto Weitling geplanten Produktionsgebäuden für die NOVO Industri A/S Zentrale im Kopenhagener Vorort Bagsværd, die zwischen 1966 und 1969 realisiert wurden.
Auf der schmalen Südfassade des Gebäudes zur Saarstraße hin war links eine Reklame mit dem Logo der NOVO montiert. Vor der rechten Frontseite befanden sich ursprünglich zwei freistehende Schornsteine, die heute jedoch nicht mehr existieren.
Das Gebäude erhielt 1972 den BDA-Architekturpreis Rheinland-Pfalz für bemerkenswerte Leistungen auf dem Gebiet der Architektur und des Städtebaus in Rheinland-Pfalz.

### Einrichtung
Für die Inneneinrichtung des Gewerbebaus entwarf der Architekt verschiedene Objekte wie Deckenlampen und Türklinken, die charakteristisch für die feinsinnige baukünstlerische Ausrichtung Jacobsens sind.
Für die Ausstattung der Lobby benutzte er rundum laufende, funktionalistische Panelwände aus Kiefer, Palisander und Wenge, sowie grünen Marmor. Diese Ausstattung wurde jedoch aufgrund einer Verlegung des ursprünglichen Eingangs um einige Meter nach Süden bereits vor dem Verkauf des Gebäudes 1993 aufgegeben.

## Nach Jacobsen
Seit der Fertigstellung waren das Gebäude und seine Einrichtung gestalterischen und baulichen Veränderungen unterworfen. Nach dem Tod Jacobsens wurde der Mainzer Architekt Grüneberg mit der Betreuung des Gebäudes bis zu seiner Veränderung beauftragt. Nach einer Ausdehnung der Büroflächen ins Erdgeschoss im Jahr 1990 wurden die Büroräume dort nach Arbeitsstättenverordnung von der Gewerbeaufsicht beanstandet. Für die Beibehaltung der Fensteranordnung musste ein Ausnahmeantrag gestellt werden. Da das Gebäude für eine Nutzung im ursprünglichen Sinn zu klein geworden war, wurde es 1993 von Novo verkauft. Nach wechselnden Eigentümern befindet es sich heute  im Besitz der Bausparkasse Mainz (BKM) deren Hauptverwaltung sich in unmittelbarer Nachbarschaft befindet.